# Franz Röttel
Franz Röttel, též Franz Rötel (16. ledna 1871 Vojtovice – 5. listopadu 1924 Vysoký Potok), byl československý politik německé národnosti a poslanec Národního shromáždění.

## Biografie
Narodil se v obci Vojtovice (Woitsdorf) v okrese Frývaldov. V roce 1919 se stal členem užšího zemského vedení BdL na Moravě a od roku 1919 do roku 1920 byl předsedou zemské organizace strany. Na funkci rezignoval po svém zvolení do parlamentu. V letech 1911–1918 měl být poslancem na Moravském zemském sněmu v Brně. Databáze zemských poslanců ho ovšem neuvádí.
Podle údajů k roku 1920 byl profesí rolníkem ve Vysokém Potoku u Moravského Šumperku. V jiném zdroji je uváděn jako majitel hospodářství v Krumperkách. Byl členem zemské zemědělské rady a byl považován za odborníka na pěstování lnu. Zasadil se o organizační rozvoj německé agrární strany na severní Moravě.
V parlamentních volbách v roce 1920 získal za Německý svaz zemědělců (BdL – němečtí agrárníci) mandát v Národním shromáždění.
Zemřel v listopadu 1924 na rakovinu. Po jeho smrti obsadil jeho poslanecké křeslo Alois Sauer.